# Makowica (województwo małopolskie)
Makowica – wieś w Polsce położona w województwie małopolskim, w powiecie limanowskim, w gminie Limanowa.
| SIMC    | Nazwa     | Rodzaj    |
| ------- | --------- | --------- |
| 0438765 | Dwór      | część wsi |
| 0438771 | Kubówka   | część wsi |
| 0438788 | Matlęgi   | część wsi |
| 0438794 | Matrase   | część wsi |
| 0438802 | Pietrzaki | część wsi |
| 0438819 | Zagroda   | część wsi |

W latach 1975–1998 miejscowość administracyjnie należała do województwa nowosądeckiego.